# Pachydactylus bicolor
Espèce
Synonymes
- Pachydactylus punctatus bicolor Hewitt, 1926

Pachydactylus bicolor est une espèce de geckos de la famille des Gekkonidae.

## Répartition
Cette espèce est endémique de Namibie.

## Publication originale
- Hewitt, 1926 : Some new or little-known reptiles and batrachians from South Africa. Annals of the South African Museum, vol. 20, p. 473-490 (texte intégral).